# John Illsley
John Illsley (Leicester, 24. lipnja 1949.) engleski je glazbenik, poznat kao basist i prateći vokal britanske rock grupe Dire Straits.
Illsley je zajedno s braćom gitaristima Markom i Davidom Knopflerom te bubnjarom Pickom Withersom član prve postave Dire Straitsa. Uz Marka Knopflera bio je jedini član iz prve postave do raspuštanja grupe 1995. godine.

## Diskografija
Osim albuma s Dire Straitsima, Illsley je do sada objavio i više samostalnih albuma:
- Never Told a Soul (1984.)
- Glass (1988.)
- Live in Les Baux de Provence (2007.)
- Beautiful You (2008.)
- Streets of Heaven (2010.)
- Testing the Water (2014.)
- Live in London (2015.)
- Long Shadows (2016.)
- Coming Up for Air (2019.)
- VIII (2022.)

## Vanjske poveznice
- Službena stranica